# Dalmate (vaisseau)
Pour les articles homonymes, voir Dalmate (homonymie).
Le Dalmate est un vaisseau de 74 canons français de la classe Téméraire. Lancé en 1808, il fait partie de 1809 à 1811, sous le commandement du capitaine Coudein, de l'escadre de l'Escaut. Désarmé au début de l'année 1811, le vaisseau est renommé Hector à la Restauration puis rayé en 1819.